# Phyllium philippinicum
L'insetto foglia delle Filippine (Phyllium philippinicum Hennemann, Conle, Gottardo & Bresseel, 2009) è un insetto foglia appartenente alla famiglia Phylliidae.